# Bruinoorarassari
De bruinoorarassari (Pteroglossus castanotis) is een vogel uit de familie Toekans (Ramphastidae).

## Kenmerken
Deze kleine, lichtgebouwde vogel heeft een slanke, felgekleurde snavel met gele, tandvormige vlekken. De lichaamslengte bedraagt 33 tot 40 cm en het gewicht 300 gram.

## Leefwijze
Hun voedsel bestaat uit vruchten (vijgen), boomkatjes, insecten en andere kleine dieren. Deze slankgebouwde vogel is actief en sociaal en komen gewoonlijk voor in kleine groepen die samen voedsel zoeken. Ze vormen in korte vlucht een sliert door de bomen en slapen samen in een holte, bijvoorbeeld een oud spechtennest.

## Verspreiding en status
Deze standvogel komt voor van Oost-Colombia en Ecuador zuidelijk tot Bolivia en Noordoost-Argentinië en leeft in bossen en aan bosranden.
De soort telt twee ondersoorten:
- P. c. castanotis: oostelijk en zuidelijk Colombia, noordwestelijk Brazilië, oostelijk Ecuador en noordwestelijk Brazilië.
- P. c. australis: oostelijk Bolivia, westelijk en zuidelijk Brazilië, Paraguay en noordoostelijk Argentinië.

## Status
De bruinoorarassari heeft een groot verspreidingsgebied en daardoor is de kans op de status kwetsbaar (voor uitsterven) gering. In 1996 werd de vogel nog al algemeen voorkomend beschreven. De grootte van de populatie is niet gekwantificeerd, maar de aantallen nemen af. Echter, het tempo van achteruitgang ligt onder de 30% in tien jaar (minder dan 3,5% per jaar). Om deze redenen staat deze soort toekan als niet bedreigd op de Rode Lijst van de IUCN.